# NGC 7160
NGC 7160 è un giovane ammasso aperto visibile nella Costellazione di Cefeo.

## Osservazione

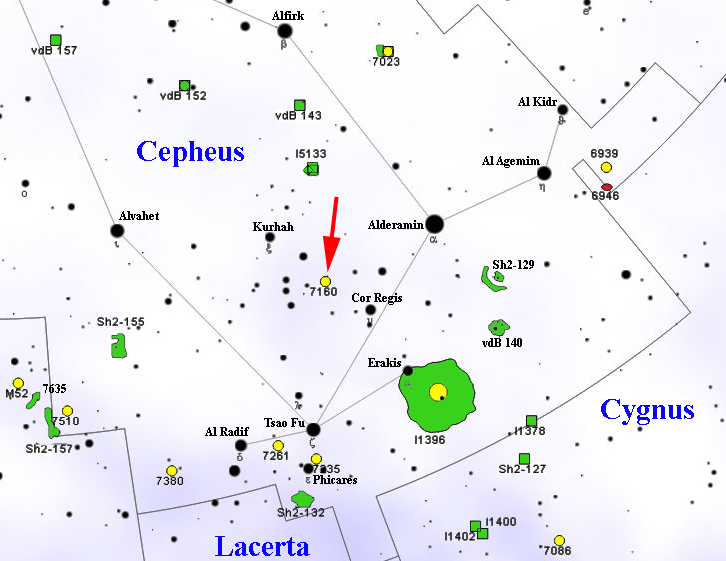
Mappa per individuare NGC 7160.

Si individua 4,0 gradi ad est della stella Alderamin (α Cephei), di magnitudine 2,45, in direzione di un ricco campo stellare prevaso da numerose nebulosità. Un binocolo 10x50 è sufficiente per individuarlo e anche per risolverlo in parte: appare dominato da cinque stelline di nona magnitudine, molto raccolte; un telescopio da 100mm individua fra queste altre componenti meno luminose, fino alla magnitudine 11, mentre strumenti ancora più grandi si limitano a separare ulteriormente le stelle più brillanti, che appaiono di un colore marcatamente azzurro.
La declinazione fortemente settentrionale di quest'ammasso favorisce notevolmente gli osservatori dell'emisfero nord, da cui si presenta circumpolare fino alle basse latitudini; dall'emisfero australe d'altra parte resta piuttosto basso e non è neppure osservabile dalle latitudini lontane dalla zona tropicale. Tra giugno e novembre si presenta il momento ideale per ammirarlo nel cielo serale.

## Storia delle osservazioni
NGC 7160 venne individuato per la prima volta da William Herschel nel 1787, assieme a numerosi altri oggetti circostanti, attraverso il suo telescopio riflettore da 18,7 pollici; suo figlio John Herschel lo inserì nel General Catalogue of Nebulae and Clusters col numero 2136.

## Caratteristiche
NGC 7160 è un ammasso piuttosto giovane situato sul Braccio di Orione alla distanza di circa 789 parsec (2570 anni luce); fisicamente si trova in una zona particolarmente ricca di regioni H II in cui i processi di formazione stellare hanno dato origine a numerose associazioni OB, in particolare Cepheus OB2.
Si ritiene che circa 2-3 milioni di anni fa una delle stelle originariamente più massicce di NGC 7160 sia esplosa come supernova, generando una grande struttura a superbolla nota come Cepheus Bubble; questo evento potrebbe essere stato la causa dell'avvio dei processi di formazione stellare che hanno portato alla nascita dell'associazione Cepheus OB2 e in particolare del sottogruppo Cepheus OB2a, come sembra essere testimoniato dalla presenza di alcune regioni H II e sorgenti di radiazione infrarossa che paiono contenere giovani stelle in formazione.
L'età dell'ammasso si aggira sui 10 o 12 milioni di anni e contiene pertanto numerose stelle delle prime classi spettrali. La sua componente più luminosa è HD 208392, una stella subgigante con classe B1 e magnitudine 7,02; è anche una stella variabile del tipo a eclisse, con oscillazioni comprese fra 7,02 e 7,17 con un periodo di 0,8 giorni. Numerose altre componenti sono di classe B e A. La metallicità delle sue stelle non è molto diversa da quella del Sole ed è caratteristica degli ammassi aperti ricchi di metalli tipici del disco galattico.